# Gioia (metrostation)
Gioia is een metrostation in de Italiaanse stad Milaan dat werd geopend op 12 juli 1971 en wordt bediend door lijn 2 van de metro van Milaan.

De zakenwijk (Centro Direzionale) in het plan uit 1953

## Geschiedenis
In navolging van de zakenwijk EUR, die Rome vanaf het einde van de Tweede Wereldoorlog had ontwikkeld, kwam ook Milaan in 1953 met een bestemmingsplan met een zogeheten Centro Direzionale (CD) ten zuidwesten van het centraal station. Hiertoe werd het kopstation van de spoorlijn uit het westen, Porta Nuova, teruggelegd naar Porta Garibaldi zodat het emplacement beschikbaar zou komen voor de beoogde hoofdkantoren. Het metroplan uit 1952 voorzag al in de groene lijn die de verschillende spoorwegstations zou verbinden en onder andere de stations CD1, CD2 en CD3 kende. CD1 is gebouwd als Garibaldi FS en CD3 als Gioia, middenin de zakenwijk, aan lijn 2. Deze werden op 21 juli 1971 geopend terwijl CD2 pas veel later is gebouwd als Isola aan lijn 5. De geplande snelwegen naar de zakenwijk zijn nimmer gebouwd.  

## Ligging en inrichting
Het station ligt onder het kruispunt van de Via Melchiorre Gioia en de Via Giovanni Battista Pirelli. Ten noorden van het station staat het Palazzo Lombardia, het bestuursgebouw van de regio Lombardije. Hoewel het Centro Direzionale niet de beoogde omvang heeft bereikt zijn toch vele kantoren op het voormalige emplacement, ongeveer 200 meter ten zuiden van Gioia, gebouwd. Door deze kantoren in de buurt is Gioia het drukste metrostation in Milaan. De toegangen liggen op alle hoeken van het kruispunt en zijn aangesloten op voetgangerstunnels onder de kruising. Vanuit de voetgangerstunnels is de verdeelhal op niveau -2 bereikbaar. Achter de toegangspoortjes is het eilandperron met vaste trappen en roltrappen bereikbaar. De afwerking is volgens de standaard van de lijnen 1 en 2 met zwart geschilderde tunnelwanden en panelen en biezen in de lijnkleur, in dit geval groen. Gioia is echter niet gebouwd volgens het standaardontwerp dat zijperrons heeft, maar met een breed eilandperron in verband met de grote hoeveelheid verwachtte reizigers.   

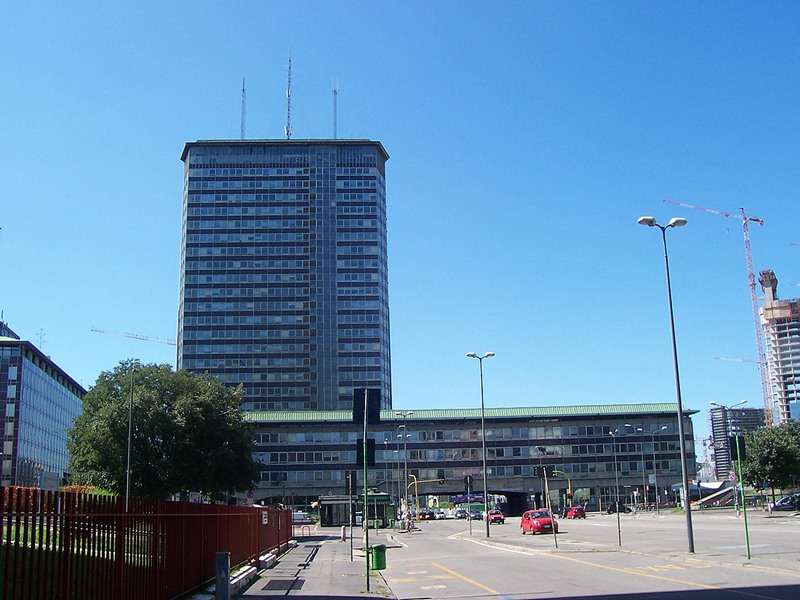
Het kruispunt boven het station
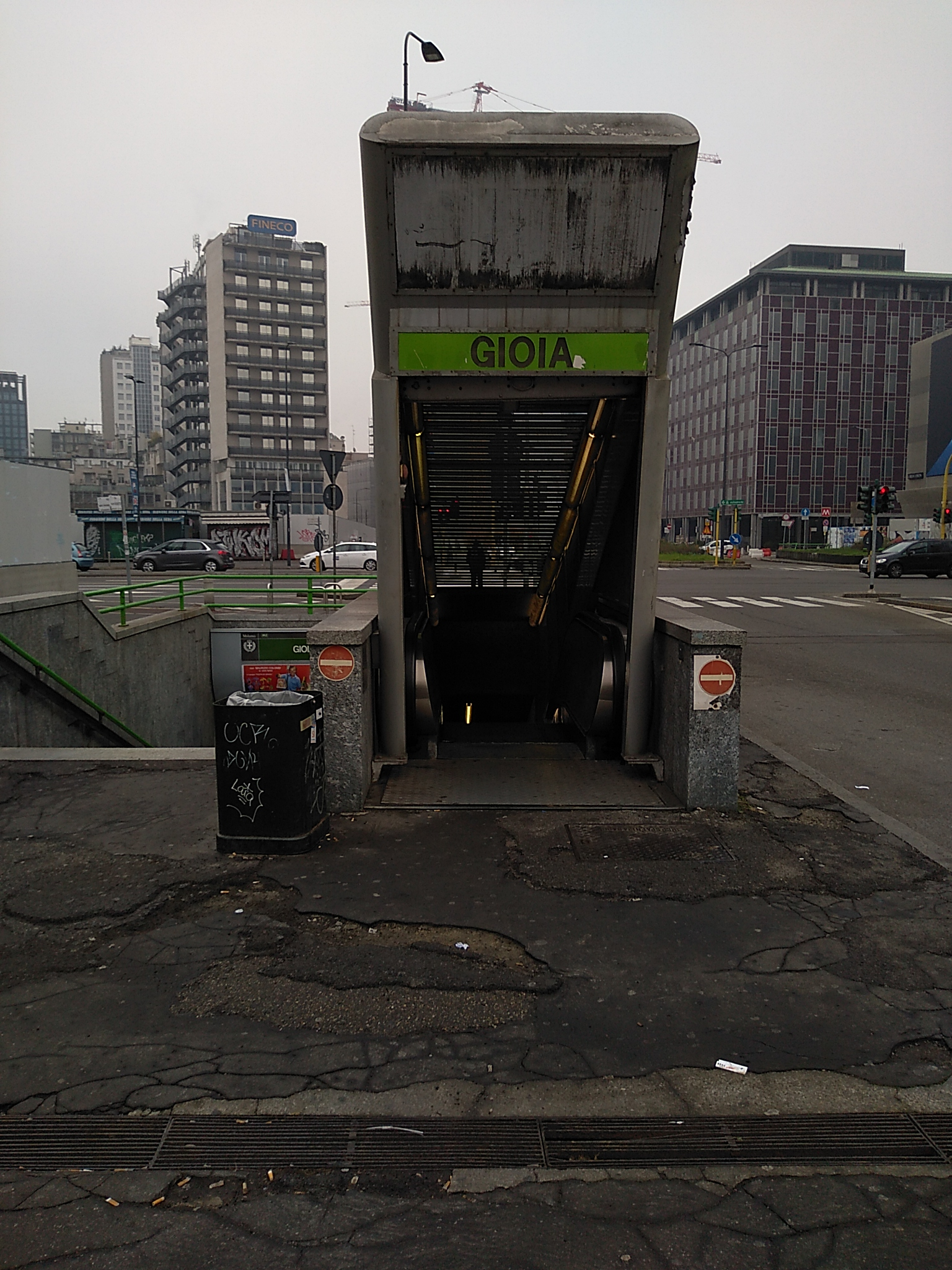
Een van de toegangen op het plein
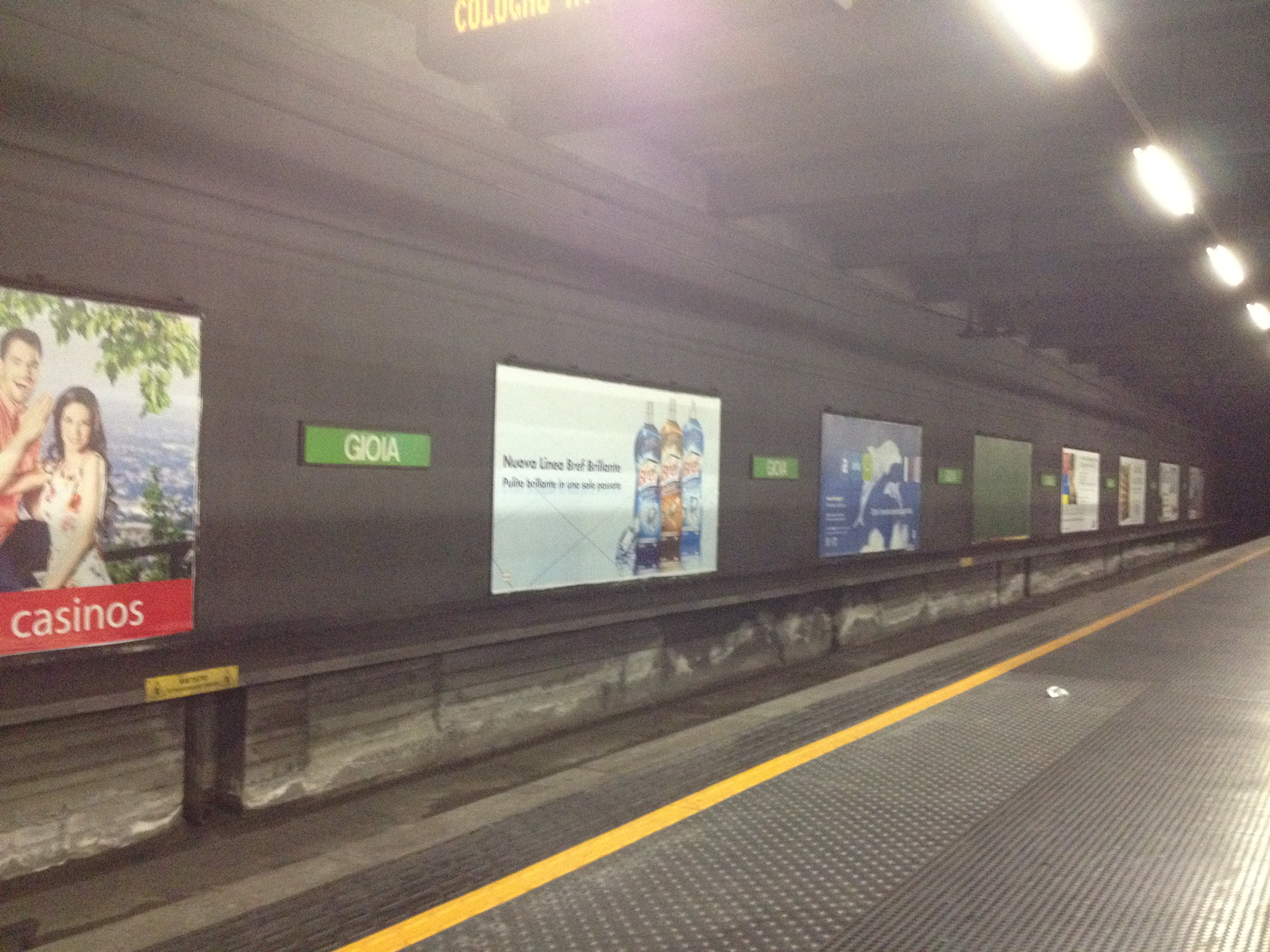
Het spoor voor de metro's naar het noorden